# 1 Czechosłowacki Samodzielny Batalion Piechoty
1 Czechosłowacki Samodzielny Batalion Piechoty (cz. 1. československý samostatný polní prapor, ros. 1-й чехословацкий отдельный пехотный батальон) – czechosłowacka jednostka wojskowa u boku Armii Czerwonej podczas II wojny światowej.

## Historia
18 lipca 1941 została podpisana umowa między emigracyjnym rządem czechosłowackim a władzami ZSRR w sprawie sformowania czechosłowackich oddziałów wojskowych na terytorium tego państwa. 8 grudnia dowództwo Armii Czerwonej wyznaczyło miasto Buzułuk na miejsce ich utworzenia.
12 lutego 1942 został sformowany 1. Czechosłowacki Samodzielny Batalion Piechoty. Jego dowódcą był płk Ludvik Svoboda. Liczył 974 żołnierzy, w tym dużą część Rusinów i Żydów. Byli oni umundurowani w brytyjskie battledressy, które pozostały w obozie po polskich oddziałach gen. Władysława Andersa.
W lutym 1943 Batalion trafił na front. Wchodził w skład Frontu Woroneskiego. Jego szlak bojowy wiódł przez miejscowości Ostrogock, Wałujki, Olchowatka, Wołochowka, Wołchańsk, Murom, Brodok, Biełgorod, Charków, Sokołowo, Wielikij Burłuk, Zacharowka, Wiesołoje, Wałujki. Do dużej bitwy z niemieckimi oddziałami z 2 Dywizji Pancernej SS „Das Reich” doszło pod Sokołowem toczonej od 8 do 13 marca 1943, gdzie Batalion poniósł duże straty. Ogółem jego straty wyniosły co najmniej 112 żołnierzy, jednak były niższe od niemieckich wynoszących 440 zabitych i rannych oraz 22 zniszczone czołgi. 10 maja 1943 jednostka została rozwiązana, a na jej bazie utworzono 1 Czechosłowacką Samodzielną Brygadę.

## Struktura organizacyjna
- dowództwo
- 1 kompania piechoty
- 2 kompania piechoty
- 3 kompania piechoty
- kompania karabinów maszynowych
- kompania działek przeciwpancernych
- kompania moździerzy
- kompania zaopatrzeniowa
- pluton komunikacyjny
- pluton saperów